# 키치너역
키치너역(Kitchener Station)은 캐나다 온타리오주 키치너 시내에 있는 철도역으로, 베버 스트리트와 빅토리아 스트리트에 위치해있다. 이 역은 토론토와 런던, 사니아를 오가는 VIA 철도 열차는 물론, 토론토와 키치너, 런던을 오가는 GO 트랜싯의 키치너선 통근열차가 정차한다. 이 역은 문화유산으로 지정된 철도역으로, 역 안에는 대합실과 매표소가 있으며, 옆에는 화물 야적장으로 쓰이는 주박 선로가 위치해있다. 키치너역은 워털루 지역 경전철인 아이온 도시철도가 위치한 키치너 센트럴역으로 조만간 이전할 계획에 있으며, 이 역은 현재 역에서 700m가량 서쪽으로 떨어져있다.

## 위치
키치너역은 메트로링스가 소유하는 궬프선 62.7마일 (100.9km) 지점에 위치해있으며, 서쪽으로 스트랫퍼드역, 동쪽으로 궬프 센트럴역 사이에 있다. 궬프 센트럴역에서부터 기차가 천천히 지나가는데, 이후 CN 퍼거슨 지선이 궬프 분기점에서 케임브리지의 이글 스트리트까지 이어진다. 기차는 핸른 고속도로를 지나 속도를 내면서 푸슬린치와 울윅을 지난다. 그랜드강 직전에는 궬프선이 브레슬로를 지나는데, 여기에는 추후 통근열차역이 신설될 전망이다. 궬프선은 그랜드강을 건너 키치너 시내로 향하고, 키치너역에 진입하기 직전에 CN 워털루 지선이 엘미라를 향한다. 이 화물 지선의 일부 구간은 워털루의 아이온 경전철과 일부 구간을 나란히 운행하는데, 오전 5시부터 자정까지는 이 선로 일부 구간을 경전철로 운행하고, 오후 11시부터 오전 5시까지 화물열차가 지나간다.
기차역은 베버 스트리트 동쪽에 위치해있으며, 복선이지만 남쪽 선로에만 승강장이 있다. 이와 동시에 역 북쪽에 주박 선로 두 개가 따로 있다. 궬프선은 아이온 경전철이 지나가는 킹 스트리트를 고가로 지나간 다음, 이후 CN 휴론파크 지선을 통해 케임브리지에서 캐나다 태평양 철도의 골트선으로 이어진다. 이 지선도 워털루 지선과 마찬가지로 경전철과 일부 구간 선로를 공유하는데, 오후 11시부터 다음 날 오전 5시까지 화물열차가 이 구간을 지난다. 궬프선은 키치너 시내 구간을 지나 선로 북쪽에 모래 채취장을 지나고, 이후 피터스버그, 베이든, 뉴햄버그, 셰익스피어 등 작은 마을을 지나 스트랫퍼드 시내로 진입한다. 스트랫퍼드역 남쪽에는 지금은 쓰이지 않는 캐나다 내셔널 철도의 차량기지가 있다.

## 역사
키치너에 철도가 처음 놓인 시점은 1856년 11월 17일에 그랜드트렁크 철도가 토론토에서 워털루 카운티를 지나 스트랫퍼드까지 철도가 놓이면서부터였다. 그랜드트렁크 본선은 몬트리올에서 사니아까지 이어졌고, 이후 동쪽으로는 기존 세인트로렌스 & 대서양 철도 노선을 따라 메인주 포틀랜드까지 이어졌다. 이와 비슷한 시기에 해밀턴의 아이작 부캐넌과 17명의 사업가들이 1852년에 골트 & 궬프 철도회사를 설립해 1856년과 57년에 프레스턴과 베를린 (오늘날의 키치너)을 가로질러 그레이트 웨스턴 철도 본선까지 잇는 철도 노선을 개통하였다.
그랜드트렁크 철도는 그레이트 웨스턴 철도와 마찬가지로 처음에는 1676.4mm 궤간으로 지어졌다. 하지만 궤간을 1676.4mm로 할지 아니면 스티븐슨 궤간인 1435mm로 할지 논쟁이 이어졌는데, 뉴욕주와 미시간주까지 철도를 연결하기 위해 1872년 10월, 개통 16년만에 토론토에서 스트랫퍼드까지 궤간이 1435mm로 바뀌었고, 이는 오늘날 표준궤로 자리잡았다.
1856년 개통부터 1875년까지 거의 20년 동안 증기 기관차에 장작을 연소하였다. 이에 따라 기차역에는 엄청난 양의 목재가 필요했으며, 이는 열차 주박 시설의 절반 이상을 차지할 정도였다. 기관차 뗄감을 위해 일꾼들이 역으로 증기 톱을 들고 와서 1.2m짜리 장작 다발을 절반으로 갈랐으며, 목재로는 주로 단풍나무나 너도밤나무 등이 쓰였다. 하지만 1873년 스트랫퍼드 차량기지에서 석탄을 연소하는 증기 기관차가 처음으로 운행을 시작하면서 목재 사용은 1875년 이후로 급격히 감소하였다. 베를린역에서는 연간 6천 개에서 7천 개의 1.2m짜리 장작이 쓰였고, 19년 동안 12만 개가 넘는 장작이 기관차 뗄감으로 쓰였다.
1872년에는 그랜드트렁크 철도의 베를린-골트 지선이 개통해 GTR의 두 번째 노선이 키치너에 개통하였다. 1882년에는 그레이트 웨스턴 철도가 그랜드트렁크에 합병되어 캐나다 동부의 철도 시장을 독식하였다. 베를린-골트 지선은 1882년에 워털루까지 북쪽으로 연장되었고, 1891년에는 엘미라까지 연장되었다. 이 지선으로 현재 CN 화물열차와 아이온 경전철이 다니고 있다.
도시가 성장하면서 1856년 역사는 키치너의 늘어나는 승객을 감당하기 힘들었고 이에 대해 그랜드트렁크는 다른 역과 마찬가지로 1897년에 역 건물을 대체하였다. 이 건물에는 눈에 띄는 고딕 양식의 시계탑이 있었는데, 1908년 화재로 불에 탄 이후 두 번째 탑이 세워졌다. 이와 동시에 1차 세계대전이 한창 진행 중이던 1916년, 당시 베를린이였던 도시 이름은 반독 감정에 따라 키치너로 이름을 변경하고 역 이름도 키치너역으로 변경하였다.
1차 세계대전 이후, 그랜드트렁크를 포함한 재정난을 겪던 철도 회사가 국유화되어 캐나다 내셔널 철도에 인수되었다. 궬프선은 시카고, 미시간주, 온타리오주 서부에서 토론토 방면으로 향하는 열차의 보조 본선으로, 키치너역은 시카고와 토론토를 잇는 열차뿐만 아니라 수많은 중장거리 열차가 정차하였다.
1966년에는 시계탑과 다른 지붕 구조를 철거하였다. 1978년에 CN의 여객 철도 부문이 VIA 철도로 이관되었고 1983년에는 CN이 이 역을 철거할 계획을 세웠으나 VIA 철도는 이 역을 현상 유지하기로 하였다. 이후 1994년에 통과한 문화유산 철도역 보전법에 따라 이 역은 그 해 2월 15일 철도 문화유산으로 지정되었다. 1998년 11월 15일, 고드리치-엑시터 철도 (GEXR) 가 CN으로부터 조지타운과 런던을 잇는 궬프선을 사들여서 새로운 선로 소유주가 되었다.
1982년에는 VIA 철도와 암트랙이 공동으로 토론토에서 시카고를 잇는 여객 철도 노선인 인터내셔널 리미티드를 운행하였으나 2004년에 운행이 중단되었다. 2010년 11월, GO 트랜싯은 조지타운 역의 종점을 키치너까지 연장하고 이 역에 자그마한 주박 시설을 설치하겠다고 밝혔다. 노선 연장은 우선 1800만 달러가 들어갔으며 추후 선로 개량에 따라 추가 경비가 들어갈 수 있다. 키치너 연장 구간은 2011년 12월 19일에 운행을 시작하였고 공사가 끝난 키치너와 궬프 센트럴역부터 우선 운행을 시작하였다.

## 시설
이 역은 VIA 철도 직원이 상주하지만 GO 트랜싯 직원은 상주하지 않는다. VIA 철도 매표소는 매일 오전 11시 15분부터 오후 2시 45분까지, 오후 4시 15분부터 7시 45분까지 문을 연다. GO 트랜싯 요금을 지불하는 방법은 몇 가지가 있는데, 자동판매기에서 프레스토 카드를 구매, 충전하거나 일회용 티켓을 구매하는 방법이 있으며, 프레스토 단말기에 신용카드, 체크카드 또는 모바일페이를 통해 지불하거나, 스마트폰을 통해 GO 트랜싯 홈페이지에 들어가 이티켓 (e-ticket)을 구매한 다음에 출발 5분 전에 사용하는 방법이 있다. 키치너에서 런던까지 GO 트랜싯 통근열차를 이용하는 경우 프레스토 단말기가 없는 관계로 이티켓을 구매하는 방법이 유일하다.
이 역에는 대합실, 화장실, 와이파이, ATM기, 공중전화 등이 있으며, 역 건물에서 승강장까지 계단 없이 바로 가서 탈 수 있는 구조로 휠체어 및 교통약자 승객도 이용이 가능하다. 역 승강장에는 비와 눈을 피할 수 있는 쉼터가 있으며, 겨울에는 난방도 된다. 이 역에는 주차장이 마련되어있지만 유료 주차이고 주차 공간이 협소하다. 한편 이 역으로 자전거를 타고 오는 승객들을 위한 자전거 거치대가 마련되어있다.
역 앞에 있는 버스 승강장에는 GO 트랜싯의 30번 버스가 정차하며, 그랜드강 교통 버스는 빅토리아 스트리트나 베이버 스트리트에 있는 정류장에서 승차할 수 있다.

## 운행 계통
키치너역에는 토론토와 런던, 사니아를 오가는 VIA 철도 열차가 양방향 하루 1회씩 정차한다. GO 트랜싯은 토론토 방면 열차가 평일에 10회 정차하며, 런던행 열차가 1대 정차한다. 키치너역에는 통근열차가 평일에 8대 종착한다. 평일과 주말에 통근열차가 운행하지 않는 시간대에 30번 버스가 워털루 대학교, 윌프리드 로리에 대학교, 키치너역을 거쳐 브래멀리역까지 운행하며, 브래멀리역에서 유니언역까지 가는 통근열차로 갈아탈 수 있다.

## 버스 연결편
키치너역에 정차하는 버스는 아래와 같다.

### GO 트랜싯
| 노선 | 노선              | 노선                 | 종점          | 종점 | 종점       | 경유지                                                                                              | 기준일          | 비고 |
| ---- | ----------------- | -------------------- | ------------- | ---- | ---------- | --------------------------------------------------------------------------------------------------- | --------------- | ---- |
| 30   | 키치너 / 브래멀리 | Kitchener / Bramalea | 워털루 대학교 | ↔    | 브래멀리역 | - 워털루 방면: 윌프리드 로리에 대학교 · 워털루 대학교 - 브램턴 방면: 신텍스 / 파이낸셜 · 브래멀리역 | 2023년 6월 24일 |      |

### 그랜드강 교통
GO 트랜싯의 통근열차와 그랜드강 교통 시내버스 및 경전철 간에는 무료 환승이 가능한데, 이 환승 혜택을 받기 위해서는 커넥트투고(Connect-to-GO) 프로그램에 사전 등록해야한다. 우선 그랜드강 교통 (GRT)은 토론토의 다른 대중교통과 달리 프레스토 카드를 사용하지 않고 이지고 (EasyGO) 라는 별도의 교통카드를 사용한다. 이지고 카드를 먼저 구매한 다음 GRT 홈페이지를 통해 이메일을 보내거나, 고객센터를 직접 방문하거나, 고객센터 번호인 519-585-7555에 전화를 걸어 프레스토 카드 번호를 등록해야 한다. 이후 통근열차에서 시내버스나 경전철로 갈아타는 승객은 키치너역 앞에 있는 GRT 환승 단말기에 이지고 카드를 태그하여 요금을 지불한 다음, 이후 버스나 경전철에서 다시 한 번 단말기에 태그하면 GRT 요금을 돌려받는다. 반대로 시내버스나 경전철에서 통근열차로 갈아타는 승객은 버스나 경전철 단말기에서 이지고 카드를 태그해서 먼저 요금을 지불한 다음, 키치너역에 있는 환승 단말기에서 카드를 태그하여 요금을 돌려받는다. 이 환승 혜택은 GO 트랜싯 통근열차에만 적용되며, 버스에는 아직 적용되지 않는다.
- 4번 글래스고-마거릿 (Glasgow-Margaret)
- 6번 브릿지-코틀랜드 (Bridge-Courtland)
- 8번 베이버 (Weber)
- 20번 빅토리아-프레데릭 (Victoria-Frederick)
- 34번 빈지맨스 (Bingemans)
- 79번 브레슬로 (Breslau): 수요 응답형 버스, 워털루 지역 국제공항 방면
- 204번 하이랜드-빅토리아 급행 (iXPress Highland-Victoria)

### PC 커넥트
PC 커넥트는 온타리오주 퍼스 카운티가 운영하는 버스 운송 기관으로, 키치너역에는 두 개의 버스 노선이 정차한다. 1번 버스는 키치너에서 엘미라, 리스토웰까지 운행하는 버스 노선으로, 월요일부터 토요일까지 운행한다. 2번 버스는 키치너에서 스트랫퍼드를 경유해 세인트메리스 메모리얼 병원까지 운행하는 버스로, 역시 월요일부터 토요일까지 운행한다. PC 트랜싯 버스를 이용하는 승객은 블레이즈 트랜싯 (Blaise Transit) 앱이나 PC 커넥트 홈페이지, 또는 고객센터 전화번호인 1-888-465-0783으로 전화하여 버스 좌석을 예약할 수 있다. 요금은 거리에 상관 없이 어른 12달러, 60세 이상 노인과 학생은 10달러이다.

## 미래
워털루 지역은 2019년 봄 아이온 경전철 개통 이후에 경전철과 통근 열차간 손쉬운 환승을 위해 키치너역을 킹 스트리트에 위치한 키치너 센트럴역으로 이동할 계획에 있다. 새로운 역에서는 VIA 철도와 GO 트랜싯 열차와 버스 뿐만 아니라 경전철과 시외버스도 이용할 수 있게 된다. 2020년에 착공 예정이었던 키치너 센트럴역은 2021년으로 공사가 미루어졌고, 2023년 2월 현재 2024년에 착공하여 2027년 개통을 앞두고 있다.
GO 트랜싯은 키치너선 열차 운행 횟수를 늘리기 위해 키치너역에 있는 기존 주박 시설을 교체할 새로운 시설을 키치너 근처에 있는 베이든에 더 큰 주박 시설을 짓기로 하였다. 새로운 야적장이 지어지는 사이에 키치너선 열차는 역 동쪽에 있는 셜리 애비뉴 야적장에 주박하게 된다.

## 인접 정차역
| 메트로링스 궬프선      | 메트로링스 궬프선               | 메트로링스 궬프선       |
| ---------------------- | ------------------------------- | ----------------------- |
| 스트랫퍼드 사니아 방면 | VIA 철도 코리더 토론토 - 사니아 | 궬프 센트럴 토론토 방면 |
| 시·종착역              | GO 트랜싯 키치너선              | 궬프 센트럴 유니언 방면 |